# Czarny chleb i czarna kawa
„Черен хляб и черно кафе“ (на полски: Czarny chleb i czarna kawa) е полска песен от 1974 година
Автор на песента е 19-годишният тогава Йежи Филяс (днес Важински), студент в Академията по физическо възпитание в Краков, който попада в затвора за изпълнение на политически, антикомунистически песни на обществено място (пред паметника на Адам Мицкевич), осъден на 72 дни арест. Заради малтретиране от охраната на затвора опитва да се самоубие, но го спасяват.
Песента е написана по време на престоя на автора в затвора. Тя се нарежда сред най-известните химни в затворите.
Песента е изпълнявана от изпълнители като „Хетман“, „Пижама порно“, „Менеле“, „Страхи на Ляхи“, „Ампутаця“ и др.
„Хетман“ записва клип с участието на автора Йежи Важински в затвора в Бяла Подляска.